# Vito Lavelua II
Vito Lavelua II était un roi coutumier d’Uvea qui régna de 1895 à 1904. Il a succédé à la reine Amelia Tokagahahau Aliki après sa mort (la succession provoquant une crise politique, avant que sa nomination soit entérinée). Lusiano Aisake lui succéda en août 1904. 